# Powiat Danziger Niederung
Powiat Danziger Niederung (niem. Landkreis Danziger Niederung, Kreis Danziger Niederung; pol. Powiat Gdańskie Niziny) – istniejący w latach 1887-1939 powiat z siedzibą w Gdańsku, obejmujący przede wszystkim terytorium Żuław Gdańskich. Teren powiatu znajduje się obecnie w województwie pomorskim.

## Historia
Powiat utworzono 1 października 1887 r. w wyniku podziału dotychczasowego powiatu gdańskiego na powiaty Gdańskie Niziny (niem. Danziger Niederung) i Gdańskie Wyżyny (niem. Danziger Höhe). Obydwa należały odtąd do rejencji gdańskiej prowincji Prusy Zachodnie ze stolicą w Gdańsku. W 1920, na mocy traktatu wersalskiego powiat został w całości przyłączony do Wolnego Miasta Gdańsk.
Po zajęciu Wolnego Miasta Gdańsk przez III Rzeszę, gminy powiatu Danziger Niederung położone na wschód od linii Wisły (Drewnica, Kąty Rybackie, Rybina, Stegna i Sztutowo) przyłączono 1 listopada 1939 do powiatu Großes Werder a wschodnią część Mierzei Wiślanej do powiatu Elbing. Miesiąc później, 1 grudnia 1939, powiaty Danziger Niederung (oprócz odłączonych części) i Danziger Höhe połączono ponownie w powiat gdański.